# Tenrec musaranya de dents de musaranya
El tenrec musaranya de dents de musaranya (Microgale soricoides) és una espècie de tenrec musaranya endèmica de Madagascar. Els seus hàbitats naturals són els boscos humits de terres baixes tropicals o subtropicals i les montanes humides tropicals i subtropicals. Està amenaçat per la pèrdua d'hàbitat.